# GM Ecotec
GM Ecotec (кодовое обозначение L850) — серия полностью алюминиевых рядных четырёхцилиндровых бензиновых двигателей внутреннего сгорания, выпускающихся с 1999 года американской корпорацией General Motors.

## Generation I
Разработка двигателя Ecotec началась в 1994 году международной командой инженеров и техников из Международного центра технических разработок Opel в Рюссельсхайме, GM Powertrain в Понтиаке и Saab в Сёдертелье. Большинство работ по разработке двигателя Ecotec было выполнено компанией Lotus Engineering в Хетеле. В двигателе применяются алюминиевые поршни и чугунные гильзы цилиндров. Вибрация снижена благодаря двойным балансирным валам.
Первым двигателем в гамме Ecotec Gen I стал Ecotec 2.2 L61, представленный в мае 1999 года.
Ныне двигатели Ecotec выпускаются в Тонаванде.

### 2.0

#### LK9
LK9 является версией Ecotec объёмом 2,0 л (1998 см3) с турбонаддувом. Также двигатель выпускается компаниями Saab под индексом B207 и Opel под индексом Z20NET.
Диаметр цилиндра составляет 86 мм. В двигателе применяются совершенно новая усиленная алюминиевая головка блока цилиндров и модернизированные внутренние компоненты.
Двигатель оснащён коленвалом из кованой стали с пятью подшипниками, усиленными шатунами, переработанными поршнями, форсунками охлаждения поршневого масла, перепрофилированными распределительными валами и встроенным масляным радиатором. Выпускные коллекторы имеют жидкостное натриевое охлаждение. Все автомобили, в которых применяется двигатель LK9, оснащены системой управления двигателем Saab Trionic 8 (T8), а также пересмотренным клапанным механизмом. Также применяются цепь привода газораспределительного механизма, шестерни газораспределительного механизма и система прямого зажигания. Усиление, турбонаддув, промежуточное охлаждение, внутренние компоненты, двойной верхний распредвал и т. д. были разработаны подразделением GM Powertrain Sweden (Saab Automobile Powertrain). Диаметр цилиндра и ход поршня составляют 86 мм, а степень сжатия — 9,5:1. Максимальная мощность составляет 160 кВт (210 л. с.) при 5300 об/мин, а крутящий момент — 300 Н⋅м при 2500 об/мин. Максимальное давление впрыска составляет 0,85 бар.
Применения:
- 2003—2014 Saab 9-3 — B207E, B207L, B207R
- 2003—2008 Opel Vectra — Z20NET (переименован в B207L)
- 2003—2008 Opel Signum — Z20NET (переименован в B207L)
- 2006—2010 Cadillac BLS — B207L, B207R

| Модель       | Годы производства | Мощность                              | Крутящий момент              | Турбонаддув                        | Давление наддува |
| ------------ | ----------------- | ------------------------------------- | ---------------------------- | ---------------------------------- | ---------------- |
| 1.8t (B207E) | 2003—2006         | 110 кВт (148 л. с.) при 5500 об/мин   | 240 Н⋅м при 2000—3500 об/мин | Низкое давление (Garrett GT2052s)  | 0,5 бар          |
| 1.8t (B207E) | 2006—2012         | 110 кВт (148 л. с.) при 5500 об/мин   | 240 Н⋅м при 2000—3500 об/мин | Низкое давление (MHI TD04-11TK)    | 0,5 бар          |
| 2.0t (B207L) | 2003—2006         | 129 кВт (173 л. с.) при 5500 об/мин   | 265 Н⋅м при 2500—4000 об/мин | Среднее давление (Garrett GT2052s) | 0,6 бар          |
| 2.0t (B207L) | 2006—2012         | 129 кВт (173 л. с.) при 5500 об/мин   | 265 Н⋅м при 2500—4000 об/мин | Среднее давление (MHI TD04-11TK)   | 0,6 бар          |
| 2.0T (B207R) | 2003—2014         | 154,5 кВт (207 л. с.) при 5300 об/мин | 300 Н⋅м при 2500—4000 об/мин | Высокое давление (MHI TD04-14T)    | 0,85 бар         |

#### LSJ
LSJ — версия LK9 Ecotec 2.0 L (1998 см3) с наддувом и нагнетателем Eaton M62 Roots с воздушно-жидкостным интеркулером. LSJ разделяет с LK9 такие компоненты, как форсунки охлаждения поршня, масляный радиатор, поршни, шатуны, коленчатый вал, масляный поддон, натриевые выпускные коллекторы и головка блока цилиндров. Он развивает мощность 153 кВт (205 л. с.) при 5600 об/мин и крутящий момент 271 Н⋅м при 4400 об/мин со степенью сжатия 9,5:1 и красной зоной при 6450 об/мин. В 2007 году двигатель был снят с производства параллельно с Chevy Cobalt S/C SS и Saturn Ion Red Line. В конце 2005 года двигатель начал устанавливаться на Ariel Atom, где развивал мощность от 153 кВт (205 л. с.) до 224 кВт (300 л. с.).
В 2006 году двигатель был внесён в список 10 лучших двигателей Уорда.
Применения:
| Годы производства | Модель                                 | Мощность                            | Крутящий момент         |
| ----------------- | -------------------------------------- | ----------------------------------- | ----------------------- |
| 2004—2007         | Saturn Ion Red Line                    | 153 кВт (205 л. с.) при 5600 об/мин | 271 Н⋅м при 4400 об/мин |
| 2005—2007         | Chevrolet Cobalt SS Supercharged Coupe | 153 кВт (205 л. с.) при 5600 об/мин | 271 Н⋅м при 4400 об/мин |

### 2.2

#### L61
В других странах, таких как Соединённое Королевство, Австралия и Европа, двигатель L61 также известен как Z22SE.
В 2000 году базовая архитектура Family II была существенно переработана, и двигатель стал называться Ecotec Gen I. В отличие от предшественника, двигатель был разработан для плавности хода. Двойные балансирные валы в блоке были неотъемлемой частью конструкции, насос гидроусилителя руля был установлен непосредственно на головке блока цилиндров и приводился в движение впускным распределительным валом, корпус водяного насоса был отлит в блок, а турбокомпрессор и генератор были установлены непосредственно на блоке без кронштейнов. Корпус масляного фильтра был отлит в блок цилиндров со съёмной крышкой и сменным бумажным элементом. В двигателе не применялся клапан рециркуляции отработавших газов. Гамма Ecotec выпускается в Тонаванде, Кайзерслаутерне и Спринг-Хилле. Впервые двигатель был представлен на Saturn L-Series.
Объём двигателя составляет 2,2 л (2198 см3). Блок цилиндров и его головка изготовлены из алюминия. Диаметр цилиндра составляет 86 мм, ход поршня — 94,6 мм, а степень сжатия — 9,5:1 или 10,0:1. Длина двигателя составляет 665 мм, ширина — 642 мм, а высота — 655 мм. Масса составляет около 139 кг.
Ecotec 2.2 модели L61 впервые был представлен на Saturn LS1, а чуть позже — на Saturn Ion.
Применения:
| Годы производства | Модель                        | Мощность                            | Крутящий момент         | Степень сжатия |
| ----------------- | ----------------------------- | ----------------------------------- | ----------------------- | -------------- |
| 2002              | Chevrolet Cavalier            | 104 кВт (140 л. с.) при 5600 об/мин | 203 Н·м при 4400 об/мин | 10.0:1         |
| 2003—2005         | Chevrolet Cavalier            | 104 кВт (140 л. с.) при 5600 об/мин | 203 Н·м при 4000 об/мин | 10.0:1         |
| 2005—2006         | Chevrolet Cobalt              | 108 кВт (145 л. с.) при 5600 об/мин | 210 Н·м при 4000 об/мин | 10.0:1         |
| 2006              | Chevrolet HHR                 | 107 кВт (143 л. с.) при 5600 об/мин | 203 Н·м при 4000 об/мин | 10.0:1         |
| 2004              | Chevrolet Malibu              | 108 кВт (145 л. с.) при 5600 об/мин | 210 Н·м при 4000 об/мин | 10.0:1         |
| 2005—2006         | Chevrolet Malibu              | 107 кВт (144 л. с.) при 5600 об/мин | 210 Н·м при 4000 об/мин | 10.0:1         |
| 2002—2004         | Oldsmobile Alero              | 104 кВт (140 л. с.) при 5600 об/мин | 203 Н·м при 4000 об/мин | 10.0:1         |
| 2002              | Pontiac Grand Am              | 104 кВт (140 л. c.) при 5600 об/мин | 203 Н·м при 4400 об/мин | 10.0:1         |
| 2003—2005         | Pontiac Grand Am              | 104 кВт (140 л. c.) при 5600 об/мин | 203 Н·м при 4000 об/мин | 10.0:1         |
| 2002              | Pontiac Sunfire               | 104 кВт (140 л. с.) при 5600 об/мин | 203 Н·м при 4400 об/мин | 10.0:1         |
| 2003—2005         | Pontiac Sunfire               | 104 кВт (140 л. с.) при 5600 об/мин | 203 Н·м при 4000 об/мин | 10.0:1         |
| 2005—2006         | Pontiac Pursuit/G5            | 108 кВт (145 л. с.) при 5600 об/мин | 210 Н·м при 4000 об/мин | 10.0:1         |
| 2000              | Saturn L-Series               | 102 кВт (137 л. с.) при 5800 об/мин | 183 Н·м при 4400 об/мин | 9.5:1          |
| 2001—2003         | Saturn L-Series               | 101 кВт (135 л. с.) при 5200 об/мин | 193 Н·м при 4400 об/мин | 9.5:1          |
| 2004              | Saturn L-Series               | 104 кВт (140 л. с.) при 5600 об/мин | 203 Н·м при 4000 об/мин | 9.5:1          |
| 2003—2006         | Saturn Ion                    | 104 кВт (140 л. с.) при 5800 об/мин | 197 Н·м при 4400 об/мин | 10.0:1         |
| 2002—2005         | Saturn Vue                    | 107 кВт (143 л. с.) при 5400 об/мин | 206 Н·м при 4000 об/мин | 10.0:1         |
| 2006              | Saturn Vue                    | 107 кВт (143 л. с.) при 5600 об/мин | 206 Н·м при 4000 об/мин | 10.0:1         |
| 2007              | Saturn Vue                    | 107 кВт (144 л. с.) при 5600 об/мин | 206 Н·м при 4000 об/мин | 10.0:1         |
| 2001—2005         | Opel Speedster/Vauxhall VX220 | 110 кВт (147 л. с.) при 5800 об/мин | 203 Н·м при 4000 об/мин |                |
| 2000—2003         | Opel/Vauxhall Astra           | 110 кВт (147 л. с.) при 5800 об/мин | 203 Н·м при 4000 об/мин |                |
| 2001—2002         | Opel/Vauxhall Vectra          | 110 кВт (147 л. с.) при 5800 об/мин | 203 Н·м при 4000 об/мин |                |
| 2000—2003         | Opel/Vauxhall Zafira          | 110 кВт (147 л. с.) при 5800 об/мин | 203 Н·м при 4000 об/мин |                |
| 2001—2006         | Holden Astra (TS)             | 110 кВт (147 л. с.) при 5800 об/мин | 203 Н·м при 4000 об/мин |                |

В Японии двигатель применялся в Subaru Traviq — ребеджинговой версии Opel Zafira A.
Применения:
- Fiat Croma без изменений
- Alfa Romeo 159 с прямым впрыском топлива

#### Z22YH
Версия Ecotec объёмом 2,2 л (2198 см3) с непосредственным впрыском развивает мощность 114 кВт (153 л. с.) при 5600 об/мин и крутящий момент 220 Н·м при 3800 об/мин со степенью сжатия 12,0:1. Применения:
- 2003 Opel/Vauxhall Vectra
- 2003 Opel/Vauxhall Signum
- 2005 Opel/Vauxhall Zafira
- 2006—2009 Holden Astra (только в Австралии и Новой Зеландии)

#### L42
Ecotec 2.2 модели L42 — версия Ecotec 2.2, предназначенная для работы на сжиженном природном газе (СПГ). Двигатель развивает мощность 96 кВт (129 л. с.) и крутящий момент 175 Н·м. Он применялся в Chevrolet Cavalier с 2003 по 2004 год.

## Generation II

### 2.0 LNF (Z20NHH Opel)
Двигатель Ecotec с турбонаддувом и прямым впрыском (переименованный в Spark Ignition Direct Injection) был представлен в 2007 году на Pontiac Solstice GXP и Saturn Sky Red Line. В этих случаях двигатель устанавливается продольно. Объём составляет 2,0 л (1998 см3), а диаметр цилиндра и ход поршня — 86 мм. Степень сжатия составляет 9,2:1, а давление — 1,4 бар, что обеспечивает мощность 190 кВт (260 л. с.) при 5300 об/мин и крутящий момент 350 Н·м при 2500—5250 об/мин. Красная зона находится на уровне 6300 об/мин. Рекомендуется топливо премиум-класса. Натриевые впускные клапаны были основаны на технологии, разработанной для силовых агрегатов Corvette V8. Натрий в полости клапана плавится и превращается в жидкость на холостом ходу, что улучшает теплопроводность и отводит тепло от поверхности клапана и направляющей клапана к штоку, который охлаждается моторным маслом, циркулирующим в этой области. Системы непосредственного впрыска с приводом от распределительного вала создают давление в топливе до 31 бар на холостом ходу и до 155 бар при широко открытой дроссельной заслонке. Блок цилиндров «Gen II» идентичен тому, что применялся в 2,4-литровом двигателе, и также оснащён технологией VVT. Блок Gen II был разработан с использованием данных гоночных программ и компьютерного моделирования. Стенки канала ствола и переборки были усилены с увеличением массы на 1,1 кг. Рубашки охлаждающей жидкости были расширены для улучшения теплопередачи, в результате чего производительность охлаждающей жидкости увеличилась на 0,5 литра.
В декабре 2008 года корпорация General Motors выпустила комплект Turbo Upgrade Kit для двигателя LNF, который увеличивает мощность до 220 кВт (290 л. с.), а крутящий момент — до 460 Н·м, в зависимости от модели. Комплект продавался по цене 650 долларов и включает в себя переназначенную калибровку двигателя и модернизированные 3 датчика MAP. На комплект распространяется действующая гарантия на автомобили. Давление наддува было увеличено с 1,24 до 1,44 бар.
Функции включают в себя:
- Турбокомпрессор с двойной спиралью.
- Бензиновая топливная система высокого давления с кулачковым приводом и непосредственным впрыском топлива.
- Двойной распределительный вал с бесступенчатой регулировкой фаз газораспределения.
- Натриевые выпускные коллекторы из нержавеющей стали Инконель.
- Литые алюминиевые поршни с низким коэффициентом трения и масляными брызговиками.
- Коленчатый вал из кованой стали.
- Кованые стальные шатуны.
- Литой выпускной коллектор из нержавеющей стали.
- Блок из вспененного литья Gen2.
- Форсунки Bosch (0 261 500 055) или немного большие (0 261 500 089) форсунки в моделях 2010 года.

Применения:
| Годы производства | Модель               | Мощность                            | Крутящий момент         |
| ----------------- | -------------------- | ----------------------------------- | ----------------------- |
| 2007—2010         | Opel GT              | 194 кВт (260 л. с.) при 5300 об/мин | 353 Н·м при 2000 об/мин |
| 2007—2010         | Pontiac Solstice GXP | 194 кВт (260 л. с.) при 5300 об/мин | 353 Н·м при 2000 об/мин |
| 2007—2010         | Saturn Sky Red Line  | 194 кВт (260 л. с.) при 5300 об/мин | 353 Н·м при 2000 об/мин |
| 2008—2010         | Chevrolet HHR SS     | 194 кВт (260 л. с.) при 5300 об/мин | 353 Н·м при 2000 об/мин |
| 2008—2010         | Chevrolet Cobalt SS  | 194 кВт (260 л. с.) при 5300 об/мин | 353 Н·м при 2000 об/мин |
| 2009              | Elfin T5             | 197 кВт (264 л. с.) при 5300 об/мин | 351 Н·м при 2000 об/мин |
| 2012              | Fisker Karma         | 194 кВт (260 л. с.) при 5300 об/мин | 353 Н·м при 2000 об/мин |

### 2.0 LDK (A20NHT Opel)
LDK был запущен в производство в 2008 году. Он имеет степень сжатия 9,2:1 и соответствует экологическому стандарту Евро-5. Также двигатель известен как A20NHT.
Особенности:
- Турбокомпрессор с двойной спиралью.
- Бензиновая топливная система высокого давления с кулачковым приводом и непосредственным впрыском топлива.
- Двойной распределительный вал с бесступенчатой регулировкой фаз газораспределения.
- Натриевые выпускные клапаны из нержавеющей стали Инконель.
- Литые алюминиевые поршни с низким коэффициентом трения и масляными брызговиками.
- Коленчатый вал из кованой стали.
- Литой выпускной коллектор из нержавеющей стали.
- Блок из вспененного литья Gen2.
- Форсунки Bosch (0 261 500 055).

Применения:
| Годы производства | Модель                                 | Мощность                            | Крутящий момент              |
| ----------------- | -------------------------------------- | ----------------------------------- | ---------------------------- |
| 2008—2013         | Opel Insignia/Vauxhall Insignia        | 162 кВт (220 л. с.) при 5300 об/мин | 350 Н·м при 2500 об/мин      |
| 2009—2010         | Buick Regal Turbo                      | 162 кВт (220 л. с.) при 5300 об/мин | 350 Н·м при 2500 об/мин      |
| 2010—2013         | Buick Regal GS (китайский рынок)       | 162 кВт (220 л. с.) при 5300 об/мин | 350 Н·м при 2500 об/мин      |
| 2009—2010         | Buick Regal Turbo (Hirsch Performance) | 192 кВт (261 л. с.) при 5400 об/мин | 400 Н·м при 3000—4000 об/мин |
| 2010—2013         | Buick Regal GS (Hirsch Performance)    | 192 кВт (261 л. с.) при 5400 об/мин | 400 Н·м при 3000—4000 об/мин |
| 2010—2012         | Saab 9-5                               | 162 кВт (220 л. с.) при 5300 об/мин | 350 Н·м при 2500 об/мин      |
| 2011—2013         | Cadillac SLS (Китай)                   | 193 кВт (262 л. с.) при 5300 об/мин | 360 Н·м при 2000—5000 об/мин |
| 2014—2017         | Buick Regal GS (китайский рынок)       | 187 кВт (254 л. с.) при 5300 об/мин | 350 Н·м при 2000—5000 об/мин |

### LHU (A20NFT Opel)
LHU является версией LDK с возможностью использования гибкого топлива E85. Также двигатель известен как A20NFT. Красная зона на уровне 6350 об/мин.
Особенности:
- Турбокомпрессор с двойной спиралью.
- Бензиновая топливная система высокого давления с кулачковым приводом и непосредственным впрыском топлива.
- Двойной распределительный вал с бесступенчатой регулировкой фаз газораспределения.
- Натриевые выпускные клапаны из нержавеющей стали Инконель.
- Литые алюминиевые поршни с низким коэффициентом трения и масляными брызговиками.
- Коленчатые валы из кованой стали.
- Литой выпускной коллектор из нержавеющей стали.
- Литой в песок блок Gen3.
- Увеличенные форсунки Bosch (0 261 500 112) с безопасными для этанола уплотнениями для совместимости с гибкими топливами.

| Годы производства      | Модель                                | Мощность                            | Крутящий момент              | Примечания           |
| ---------------------- | ------------------------------------- | ----------------------------------- | ---------------------------- | -------------------- |
| 2011—2013              | Buick Regal Turbo                     | 164 кВт (220 л. с.) при 5300 об/мин | 350 Н·м при 2000 об/мин      |                      |
| 2014                   | Saab 9-3 Turbo4 (NEVS)                | 162 кВт (220 л. с.) при 5300 об/мин | 350 Н·м при 2500 об/мин      | Выпущено 451 единица |
| 2011—2012              | Saab 9-5 Turbo4                       | 162 кВт (220 л. с.) при 5300 об/мин | 350 Н·м при 2000 об/мин      |                      |
| 2013—2016              | Buick Verano Turbo                    | 186 кВт (250 л. с.) при 5300 об/мин | 353 Н·м при 2000 об/мин      |                      |
| 2011—2013              | Buick Regal GS                        | 201 кВт (270 л. с.)                 | 400 Н·м при 2400 об/мин      |                      |
| 2011—2013              | Opel Insignia/Vauxhall Insignia 4x4   | 184 кВт (250 л. с.) при 5300 об/мин | 400 Н·м при 2400—3600 об/мин |                      |
| 2012—2017              | Opel Astra J OPC/Vauxhall Astra J VXR | 206 кВт (280 л. с.) при 5500 об/мин | 400 Н·м при 2500—4500 об/мин |                      |
| 2014—2017              | Buick Regal GS (Hirsch Performance)   | 205 кВт (279 л. с.) при 5400 об/мин | 410 Н·м при 3000—4000 об/мин |                      |
| 2017 — настоящее время | Opel Astra K TCR                      | 257 кВт (349 л. с.) при 6300 об/мин | 420 Н·м при 2500—4600 об/мин |                      |

Примечание: двигатель A20NFT в Opel Astra K TCR является «гоночным» двигателем, в котором вместо оригинального непосредственного впрыска топлива применяется многоточечный.

### 2.2

#### L61
В 2007 году двигатель L61 претерпел множество изменений. Изменения коснулись блока цилиндров, головки блока цилиндров и конструкции распредвала. Степень сжатия составляет 10,0:1.
Применения:
| Годы производства | Модель             | Мощность                            | Крутящий момент         |
| ----------------- | ------------------ | ----------------------------------- | ----------------------- |
| 2007—2008         | Chevrolet Cobalt   | 110 кВт (148 л. с.) при 5600 об/мин | 206 Н·м при 4200 об/мин |
| 2007              | Chevrolet HHR      | 111 кВт (149 л. с.) при 5600 об/мин | 206 Н·м при 4000 об/мин |
| 2008              | Chevrolet HHR      | 111 кВт (149 л. с.) при 5600 об/мин | 206 Н·м при 4200 об/мин |
| 2007—2008         | Chevrolet Malibu   | 108 кВт (145 л. с.) при 5600 об/мин | 206 Н·м при 4200 об/мин |
| 2007—2008         | Pontiac Pursuit/G5 | 110 кВт (148 л. с.) при 5600 об/мин | 206 Н·м при 4200 об/мин |
| 2007              | Saturn Ion         | 108 кВт (145 л. с.) при 5600 об/мин | 203 Н·м при 4200 об/мин |

#### LAP
LAP — 2,2-литровая (2198 см3) версия Ecotec с улучшенной головкой блока цилиндров, новой конструкцией распределительного вала, модулем управления двигателем E37, реактивным кольцом коленчатого вала 58X, двойным изменением фаз газораспределения, цифровыми датчиками кривошипа и кулачка, индивидуальным зажиганием катушкой на свече, вентилируемым соленоидом стартера, новым датчиком MAP, новыми уплотнениями впускного коллектора, новым элементом масляного фильтра, 32-разрядным компьютером и улучшенными показателями выбросов.
Диаметр цилиндра и ход поршня составляют 86 × 94,6 мм, а степень сжатия — 10,0:1. Основные особенности — изменение фаз газораспределения и улучшения головки блока цилиндров.
| Годы производства | Модель           | Мощность                            | Крутящий момент         |
| ----------------- | ---------------- | ----------------------------------- | ----------------------- |
| 2009—2010         | Chevrolet Cobalt | 116 кВт (155 л. с.) при 6100 об/мин | 203 Н·м при 4900 об/мин |
| 2009              | Pontiac G5       | 116 кВт (155 л. с.) при 6100 об/мин | 203 Н·м при 4900 об/мин |

#### LE8
LE8 — E85-совместимая версия LAP Ecotec объемом 2,2 л (2198 см3). Диаметр цилиндра и ход поршня остались прежними — 86 × 94,6 мм, а степень сжатия — 10,0:1. Двигатель может работать как на обычном неэтилированном бензине, так и на E85.
| Годы производства | Модель        | Мощность                                     | Крутящий момент                  |
| ----------------- | ------------- | -------------------------------------------- | -------------------------------- |
| 2009—2011         | Chevrolet HHR | 116 кВт (155 л. с.) при 6100 об/мин (бензин) | 203 Н·м при 4800 об/мин (бензин) |
| 2009—2011         | Chevrolet HHR | 119 кВт (160 л. с.) при 6000 об/мин (E85)    | 214 Н·м при 4600 об/мин (E85)    |

### 2.4

#### LE5
LE5 — версия Ecotec объёмом 2,4 л (2384 см3). Диаметр цилиндра и ход поршня составляют 88 × 98 мм, а система изменения фаз газораспределения на впуске и выпуске улучшает крутящий момент на низких оборотах. Степень сжатия составляет 10,4:1, мощность — 123—132 кВт (164—177 л. с.), а крутящий момент — 215—230 Н·м. В двигателе применяется усиленный блок цилиндров «Gen II». Шатуны кованые (GKN). С июля 2007 года в двигателе применяется порошковый металл C70.
| Годы производства | Модель                 | Мощность                            | Крутящий момент              |
| ----------------- | ---------------------- | ----------------------------------- | ---------------------------- |
| 2006—2008         | Buick Lacrosse (Китай) | 125 кВт (168 л. с.) при 6400 об/мин | 225 Н·м при 4800 об/мин      |
| 2006—2007         | Chevrolet Cobalt SS    | 129 кВт (173 л. с.) при 6200 об/мин | 221 Н·м при 4800 об/мин      |
| 2008              | Chevrolet Cobalt Sport | 128 кВт (171 л. с.) при 6200 об/мин | 226 Н·м при 4800 об/мин      |
| 2006—2008         | Chevrolet HHR          | 130 кВт (175 л. с.)                 | 224 Н·м                      |
| 2006—2008         | Pontiac G5/Pursuit     | 128 кВт (171 л. с.) при 5800 об/мин | 226 Н·м при 4500 об/мин      |
| 2006—2009         | Pontiac G6             | 126 кВт (169 л. с.) при 6300 об/мин | 220 Н·м при 4500 об/мин      |
| 2006—2009         | Pontiac Solstice       | 129 кВт (173 л. с.) при 5800 об/мин | 222 Н·м при 4500 об/мин      |
| 2006—2009         | Saturn Sky             | 132 кВт (177 л. с.) при 5800 об/мин | 235 Н·м при 4800 об/мин      |
| 2006              | Saturn Ion             | 127 кВт (170 л. с.) при 6200 об/мин | 220 Н·м при 4800 2,384об/мин |
| 2007              | Saturn Ion             | 130 кВт (175 л. с.) при 6500 об/мин | 222 Н·м при 4800 об/мин      |
| 2008—2009         | Saturn Aura            | 126 кВт (169 л. с.)                 | 217 Н·м                      |
| 2008—2012         | Chevrolet Malibu       | 126 кВт (169 л. с.)                 | 217 Н·м                      |
| 2008—2009         | Saturn Vue             | 126 кВт (169 л. с.) при 6200 об/мин | 218 Н·м при 5100 об/мин      |

LE5 также применялся в зарубежных моделях:
- 2006 GM Taiwan Buick LaCrosse
- 2006 Shanghai GM Buick LaCrosse
- Buick GL8

27 июля 2014 года был представлен Polaris Slingshot с двигателем LE5 в паре с пятиступенчатой механической трансмиссией.

#### LAT
LAT — обозначение 2,4-литрового двигателя LE5, применявшегося в гибридных автомобилях GM BAS.
| Годы производства | Модель                                 | Мощность                            | Крутящий момент         |
| ----------------- | -------------------------------------- | ----------------------------------- | ----------------------- |
| 2007—2009         | Saturn Aura Green Line Hybrid          | 122 кВт (164 л. с.) при 6400 об/мин | 216 Н·м при 5000 об/мин |
| 2007              | Saturn Vue Green Line Hybrid           | 127 кВт (170 л. с.) при 6600 об/мин | 220 Н·м при 4200 об/мин |
| 2008              | Saturn Vue Green Line Hybrid           | 128 кВт (172 л. с.) при 6500 об/мин | 226 Н·м при 4500 об/мин |
| 2008—2009         | Buick LaCrosse Hybrid (только в Китае) | 122 кВт (164 л. с.) при 6400 об/мин | 225 Н·м при 4800 об/мин |
| 2008—2009         | Chevrolet Malibu Hybrid                | 122 кВт (164 л. с.) при 6400 об/мин | 216 Н·м при 5000 об/мин |

#### LE9
LE9 — E85-совместимая версия 2,4-литрового (2384 см3) двигателя LE5 Ecotec. Диаметр цилиндра и ход поршня составляют 88 × 98 мм, а степень сжатия — 10,4:1, как у LE5.
| Годы производства | Модель                   | Мощность                                     | Крутящий момент                  |
| ----------------- | ------------------------ | -------------------------------------------- | -------------------------------- |
| 2009—2011         | Chevrolet HHR            | 128 кВт (172 л. с.) при 5800 об/мин (бензин) | 226 Н⋅м при 4500 об/мин (бензин) |
| 2009—2011         | Chevrolet HHR            | 131 кВт (176 л. с.) при 5800 об/мин (E85)    | 230 Н⋅м при 5000 об/мин (E85)    |
| 2010—2012         | Chevrolet Malibu (fleet) | 130 кВт (175 л. с.) при 5800 об/мин (E85)    | 230 Н⋅м при 5000 об/мин (E85)    |
| 2014—2019         | Polaris Slingshot        | 129 кВт (173 л. с.) при 6200 об/мин          | 225 Н⋅м при 4700 об/мин          |

#### LAF
LAF — двигатель с прямым впрыском объёмом 2,4 л. Его технология основана на других четырёхцилиндровых системах GM с непосредственным впрыском, но с уникальными функциями, разработанными для конкретного применения. Это включает в себя степень сжатия 11,2:1, которая помогает наращивать мощность, слегка выпуклые поршни, повышающие эффективность сгорания, и форсунки с расходом в зависимости от области применения.
| Годы производства | Модель                            | Мощность                                     | Крутящий момент                  |
| ----------------- | --------------------------------- | -------------------------------------------- | -------------------------------- |
| 2010—2011         | - Chevrolet Equinox - GMC Terrain | 136 кВт (182 л. с.) при 6700 об/мин (бензин) | 233 Н⋅м при 4900 об/мин (бензин) |
| 2010—2011         | Buick LaCrosse                    | 136 кВт (182 л. с.) при 6700 об/мин          | 233 Н⋅м при 4900 об/мин          |
| 2011              | Buick Regal                       | 136 кВт (182 л. с.) при 6700 об/мин          | 233 Н⋅м при 4900 об/мин          |
| 2011—2014         | Chevrolet Orlando                 | 130 кВт (174 л. с.) при 6700 об/мин          | 232 Н⋅м при 4900 об/мин          |
| 2011              | Chevrolet Captiva                 | 136 кВт (182 л. с.) при 6700 об/мин          | 233 Н⋅м при 4900 об/мин          |

#### LEA
LEA является версией LAF на топливе E85. Красная зона на уровне 7000 об/мин.
| Годы производства    | Модель                            | Мощность                            | Крутящий момент         |
| -------------------- | --------------------------------- | ----------------------------------- | ----------------------- |
| 2012—2013, 2015—2017 | Buick Regal                       | 136 кВт (182 л. с.) при 6700 об/мин | 233 Н⋅м при 4900 об/мин |
| 2012—2017            | Buick Verano                      | 134 кВт (180 л. с.) при 6700 об/мин | 232 Н⋅м при 4900 об/мин |
| 2012—2017            | Chevrolet Captiva Sport           | 136 кВт (182 л. с.) при 6700 об/мин | 233 Н⋅м при 4900 об/мин |
| 2012—2017            | - Chevrolet Equinox - GMC Terrain | 136 кВт (182 л. с.) при 6700 об/мин | 233 Н⋅м при 4900 об/мин |
| 2012—2017            | Chevrolet Orlando                 | 130 кВт (174 л. с.) при 6700 об/мин | 232 Н⋅м при 4900 об/мин |

#### LUK
LUK является версией LAF с гибридной системой eAssist. Красная зона на уровне 7000 об/мин.
| Годы производства | Модель               | Мощность                            | Крутящий момент         |
| ----------------- | -------------------- | ----------------------------------- | ----------------------- |
| 2012—2016         | Buick LaCrosse       | 136 кВт (182 л. с.) при 6700 об/мин | 233 Н⋅м при 4900 об/мин |
| 2012—2017         | Buick Regal          | 136 кВт (182 л. с.) при 6700 об/мин | 233 Н⋅м при 4900 об/мин |
| 2013—2014         | Chevrolet Malibu ECO | 136 кВт (182 л. с.) при 6700 об/мин | 233 Н⋅м при 4900 об/мин |
| 2014              | Chevrolet Impala     | 136 кВт (182 л. с.) при 6700 об/мин | 233 Н⋅м при 4900 об/мин |

## Generation III

### 2.0

#### LTG
С 2013 года двигатель LTG объёмом 2,0 л (1998 см3) применялся в Cadillac ATS и Chevrolet Malibu. На китайском рынке двигатель применялся в Cadillac XTS и Cadillac XT5. Диаметр цилиндра и ход поршня составляют 86 мм, а степень сжатия — 9,5:1. В двигателе применяются турбокомпрессор с двумя спиралями и электронным управлением перепускным коллектором, интеркулер выпускной коллектор из нержавеющей стали с двойной спиралью (1—4, 2—3), рассчитанный на температуру турбины 980 °C (1800 °F), и головка блока цилиндров из роталитого алюминиевого сплава (A356T6) с натриевыми выпускными клапанами. Красная зона на уровне 7000 об/мин.
| Годы производства      | Модель                   | Мощность                            | Крутящий момент                                                       |
| ---------------------- | ------------------------ | ----------------------------------- | --------------------------------------------------------------------- |
| 2013—2014              | Cadillac ATS             | 203 кВт (272 л. с.) при 5500 об/мин | 353 Н⋅м при 1700—5500 об/мин                                          |
| 2015—2019              | Cadillac ATS             | 203 кВт (272 л. с.) при 5500 об/мин | 400 Н⋅м при 3000—4600 об/мин                                          |
| 2014—2016              | Cadillac ATS 25T (Китай) | 172 кВт (230 л. с.) при 5500 об/мин | 353 Н⋅м при 2000—4000 об/мин                                          |
| 2014—2019              | Cadillac ATS 28T (Китай) | 208 кВт (279 л. с.) при 5500 об/мин | 400 Н⋅м при 2900—4600 об/мин                                          |
| 2013                   | Chevrolet Malibu         | 193 кВт (259 л. с.) при 5300 об/мин | 353 Н⋅м при 1700—5500 об/мин                                          |
| 2014—2015              | Chevrolet Malibu         | 193 кВт (259 л. с.) при 5300 об/мин | 400 Н⋅м при 5200 об/мин                                               |
| 2016—2022              | Chevrolet Malibu         | 186 кВт (250 л. с.) при 5300 об/мин | 353 Н⋅м при 2000—5000 об/мин                                          |
| 2013—2017              | Opel Insignia A          | 184 кВт (247 л. с.) при 4500 об/мин | 400 Н⋅м при 2000—4500 об/мин                                          |
| 2017—2018              | Opel Insignia B          | 191 кВт (256 л. с.) при 5300 об/мин | 400 Н⋅м при 2500—4000 об/мин                                          |
| 2014—2017              | Buick Regal              | 193 кВт (259 л. с.) при 5300 об/мин | - 400 Н⋅м при 3000—4000 об/мин - (2500—4000 об/мин для GS)            |
| 2018 — настоящее время | Buick Regal              | 186 кВт (250 л. с.) при 5400 об/мин | - 353 Н⋅м при 2000—5200 об/мин - 400 Н⋅м при 3000—4000 об/мин для AWD |
| 2014 и 2019            | Cadillac CTS             | 200 кВт (268 л. с.) при 5600 об/мин | 400 Н⋅м при 3000—4500 об/мин                                          |
| 2016—2018              | Buick Envision           | 188 кВт (252 л. с.) при 5500 об/мин | 353 Н⋅м при 2000 об/мин                                               |
| 2019 — настоящее время | Buick Envision           | 188 кВт (252 л. с.) при 5500 об/мин | 400 Н⋅м при 2000 об/мин                                               |
| 2016—2018              | Cadillac CT6             | 198 кВт (265 л. с.) при 5500 об/мин | 400 Н⋅м при 3000—4000 об/мин                                          |
| 2016—2024              | Chevrolet Camaro         | 205 кВт (275 л. с.) при 5600 об/мин | 400 Н⋅м при 3000—4500 об/мин                                          |
| 2017 — настоящее время | Buick GL8                | 194 кВт (260 л. с.) при 5500 об/мин | 350 Н⋅м при 2000—5000 об/мин                                          |
| 2018—2020              | Chevrolet Equinox        | 188 кВт (252 л. с.) при 5500 об/мин | 353 Н⋅м при 2500—4500 об/мин                                          |
| 2018—2019              | Chevrolet Traverse RS    | 192 кВт (257 л. с.) при 5500 об/мин | 400 Н⋅м при 3000 об/мин                                               |
| 2018—2020              | GMC Terrain              | 188 кВт (252 л. с.) при 5500 об/мин | 353 Н⋅м при 2500—4500 об/мин                                          |
| 2018—2020              | Holden Commodore         | 191 кВт (256 л. с.) при 5500 об/мин | 350 Н⋅м при 3000—4000 об/мин                                          |

#### LSY
LSY, являющийся преемником LTG, дебютировал в 2019 году на Cadillac XT4 и Cadillac CT6. В LSY применяются система активного управления подачей топлива и система «старт-стоп». Диаметр цилиндра составляет 83 мм, а ход поршня — 92,3 мм. Двигатель применяется в некоторых автомобилях General Motors в США и в качестве стандартного варианта двигателя в Китае.
| Годы производства      | Модель                                            | Мощность                                 | Крутящий момент              |
| ---------------------- | ------------------------------------------------- | ---------------------------------------- | ---------------------------- |
| 2019                   | Cadillac CT6                                      | 177 кВт (237 л. с.) при 5000 об/мин      | 350 Н⋅м при 1500—4000 об/мин |
| 2019 — настоящее время | Cadillac XT4                                      | 177 кВт (237 л. с.) при 5000 об/мин      | 350 Н⋅м при 1500—4000 об/мин |
| 2019 — настоящее время | Chevrolet Malibu XL                               | 180 кВт (241 л. с.) при 5000 об/мин      | 350 Н⋅м при 1500—4000 об/мин |
| 2020—2022              | Opel Insignia B                                   | 127 кВт (170 л. с.) при 4250—6000 об/мин | 350 Н⋅м при 1500—4000 об/мин |
| 2020—2022              | Opel Insignia B                                   | 149 кВт (200 л. с.) при 4250—6000 об/мин | 350 Н⋅м при 1500—4000 об/мин |
| 2020—2022              | Opel Insignia B                                   | 172 кВт (230 л. с.) при 5000 об/мин      | 350 Н⋅м при 1500—4000 об/мин |
| 2020 — настоящее время | Buick GL8 ES (китайский рынок)                    | 177 кВт (237 л. с.) при 5000 об/мин      | 350 Н⋅м при 1500—4000 об/мин |
| 2020 — настоящее время | Buick GL8 Land Business Edition (китайский рынок) | 177 кВт (237 л. с.) при 5000 об/мин      | 350 Н⋅м при 1500—4000 об/мин |
| 2020 — настоящее время | Buick Lacrosse (китайский рынок)                  | 174 кВт (233 л. с.) при 5000 об/мин      | 350 Н⋅м при 1500—4000 об/мин |
| 2020 — настоящее время | Buick Regal GS (китайский рынок)                  | 177 кВт (237 л. с.) при 5000 об/мин      | 350 Н⋅м при 1500—4000 об/мин |
| 2020 — настоящее время | Cadillac CT5                                      | 177 кВт (237 л. с.) при 5000 об/мин      | 350 Н⋅м при 1500—4000 об/мин |
| 2020 — настоящее время | Cadillac XT5                                      | 177 кВт (237 л. с.) при 5000 об/мин      | 350 Н⋅м при 1500—4000 об/мин |
| 2020 — настоящее время | Cadillac XT6                                      | 177 кВт (237 л. с.) при 5000 об/мин      | 350 Н⋅м при 1500—4000 об/мин |
| 2020 — настоящее время | Chevrolet Blazer                                  | 172 кВт (230 л. с.) при 5000 об/мин      | 350 Н⋅м при 1500—4000 об/мин |
| 2020 — настоящее время | GMC Acadia                                        | 172 кВт (230 л. с.) при 5000 об/мин      | 350 Н⋅м при 1500—4000 об/мин |
| 2021 — настоящее время | Buick Envision                                    | 172 кВт (230 л. с.) при 5000 об/мин      | 350 Н⋅м при 1500—4000 об/мин |

### 2.5

#### LCV
GM LCV впервые был представлен в 2013 году на Chevrolet Malibu и Cadillac ATS. Двигатель был переработан для снижения шума и вибраций, а одновременно на низких оборотах были улучшены экономия топлива и крутящий момент. Во всех автомобилях General Motors в Северной Америке 2,5-литровый двигатель GM LCV призван заменить 2,4-литровый двигатель. Производство двигателей GM LCV началось в апреле 2012 года в Тонаванде.
Новая система сгорания, разработанная с использованием запатентованного программного обеспечения GM для анализа вычислительной гидродинамики (CFD), отличается более высокой степенью сжатия, что помогает повысить топливную эффективность и обладает улучшенной детонационной стойкостью. Двигатель оснащён двойными верхними распределительными валами с бесступенчатой регулировкой фаз газораспределения и увеличенным углом фазового поворота кулачков, топливной системой высокого давления с безвозвратным непосредственным впрыском топлива и топливным насосом с приводом от распределительного вала, обеспечивающим давление 52 бар на холостом ходу и 155 бар при полной нагрузке, более высокопроизводительные впускные и выпускные отверстия в головке блока цилиндров, электронное управление дроссельной заслонкой и поршни с охлаждением масла струёй. Красная зона на уровне 7000 об/мин.
Балансирные валы перемещены из блока цилиндров в модуль масляного поддона. Двухсекционный масляный поддон из стали и алюминия оснащён встроенным масляным насосом в сборе, приводимым в движение балансирным валом с более короткой цепью с перевёрнутыми зубьями. Другие усовершенствования включают цепь с перевёрнутыми зубьями, приводящую в движение распределительный вал, коленчатый вал из кованой стали, литую алюминиевую опорную пластину со вставками крышки главного подшипника из железа, топливную рампу высокого давления с резиновой изоляцией в узле, акустически экранированную пластиковую крышку впускного коллектора, а также конструктивно улучшенную алюминиевую крышку и переднюю крышку распределительного вала. Эти усовершенствования помогли снизить интенсивность шума на 40 % по сравнению с двигателем объёмом 2,4 л и изменить шумовую сигнатуру на более высокую частоту выше 2000 Гц. В двигателе также используется масляный насос с переменным рабочим объёмом и термостат с активным управлением. Непосредственный впрыск снижает выбросы на 25 %, в то время как непрерывная фазировка кулачков устраняет необходимость в системе рециркуляции отработавших газов.
Рабочий объём двигателя составляет 2457 см3, диаметр цилиндра и ход поршня — 88 × 100,8 мм, а степень сжатия — 11,3:1.
| Годы производства | Модель                   | Мощность                               | Крутящий момент         |
| ----------------- | ------------------------ | -------------------------------------- | ----------------------- |
| 2013—2016         | Cadillac ATS             | 150,69 кВт (202 л. с.) при 6300 об/мин | 259 Н⋅м при 4400 об/мин |
| 2013              | Chevrolet Malibu         | 146,96 кВт (197 л. с.) при 6300 об/мин | 259 Н⋅м при 4400 об/мин |
| 2015—2022         | Chevrolet Colorado       | 149 кВт (200 л. с.) при 6300 об/мин    | 259 Н⋅м при 4400 об/мин |
| 2015—2022         | GMC Canyon               | 149 кВт (200 л. с.) при 6300 об/мин    | 259 Н⋅м при 4400 об/мин |
| 2016              | Chevrolet Malibu Limited | 146 кВт (196 л. с.) при 6300 об/мин    | 252 Н⋅м при 4400 об/мин |
| 2017—2020         | Buick Envision           | 147 кВт (197 л. с.) при 6300 об/мин    | 260 Н⋅м при 4400 об/мин |
| 2017              | Buick GL8                | 147 кВт (197 л. с.) при 6300 об/мин    | 252 Н⋅м при 4400 об/мин |
| 2017—2021         | GMC Acadia               | 145 кВт (194 л. с.) при 6300 об/мин    | 258 Н⋅м при 4400 об/мин |
| 2019—2021         | Chevrolet Blazer         | 144 кВт (193 л. с.) при 6300 об/мин    | 255 Н⋅м при 4400 об/мин |

#### LKW
LKW является версией LCV с системой управления подъёмом впускного клапана (IVLC), обеспечивающей двухступенчатую регулировку высоты подъёма клапанов в дополнение к непрерывной регулировке фаз газораспределения. При непрерывном управлении блоком управления двигателем коромысло клапана переключается между профилями высокого подъёма и низкого подъёма на распределительном валу, приводимым в действие масляным регулирующим клапаном через стационарный гидравлический регулятор зазора с двумя подачами, что обеспечивает подъём высотой 4,0 или 10,5 мм. Также двигатель оснащён системой «старт-стоп». Красная зона на уровне 7000 об/мин.
| Годы производства | Модель           | Мощность                                    | Крутящий момент             |
| ----------------- | ---------------- | ------------------------------------------- | --------------------------- |
| 2014-2019         | Chevrolet Impala | 146—147 кВт (196—197 л. с.) при 6300 об/мин | 252—259 Н⋅м при 4400 об/мин |
| 2014-2015         | Chevrolet Malibu | 146 кВт (196 л. с.) при 6300 об/мин         | 252 Н⋅м при 4400 об/мин     |
| 2018              | Saleen S1        | 336 кВт (450 л. с.)                         | 542 Н⋅м                     |

## HCCI
На выставке Tech Show Torino 2008 компания GM Powertrain Europe объявила о двигателе с воспламенением однородной горючей смеси от сжатия объёмом 2,2 л с прямым впрыском. Версия HCCI (Homogeneous Charge Compression Ignition) оснащена двухступенчатой регулировкой подъёма клапанов с переменной фазировкой кулачков и усовершенствованным ЭБУ с датчиками давления в цилиндрах, использует цикл сгорания «обеднённой» смеси, аналогичный дизельному двигателю, и, как утверждается, дополнительно снижает расход топлива на 15 %.